# وزارت علوم و آموزش عالی روسیه
وزارت علوم و آموزش عالی روسیه (به روسی: Министерство науки и высшего образования Российской Федерации)، وزارتخانه‌ای است که در ماه مه ۲۰۱۸ به دلیل تقسیم وزارت آموزش و پرورش و علوم از مارس ۲۰۰۴ به دو سازمان تأسیس شد. . دومین آژانس همزمان ظهور شده وزارت آموزش و پرورش است که گاهی اوقات «آموزش عمومی» یا «روشنگری» نامیده می‌شود. وزارت علوم و آموزش عالی مسئول کنترل دولت بر م theسسات علمی و آموزش در سطح دانشگاه در فدراسیون روسیه است. به‌ویژه کلیه موسسات آکادمی علوم روسیه اکنون تحت صلاحیت این وزارتخانه هستند. دفتر مرکزی آن در مسکو است. میخائیل کوتیوکوف به عنوان اولین وزیر منصوب شد. از ۲۱ ژانویه سال ۲۰۲۰، وزارتخانه توسط والری فالکوف اداره می‌شود.